# 26858 Misterrogers
A 26858 Misterrogers (ideiglenes jelöléssel 1993 FR) egy marsközeli kisbolygó. Eleanor F. Helin fedezte fel 1993. március 21-én.
A kisbolygó Fred Rogers amerikai zeneszerzőről, színészről és televíziós személyiségről kapta a nevét.